# 查克·多尔顿
查尔斯·哈伍德·“查克”·多尔顿（英語：Charles Harwood "Chuck" Dalton，1927年9月1日—2013年1月12日），生于安大略省温莎，加拿大前男子篮球运动员。他曾代表加拿大获得1952年夏季奥运会男子篮球比赛第十三名。